# Giagupardo
Un giagupardo (anche detto jagupard, jagulep o jagleop) è l'ibrido che nasce dall'incrocio di un esemplare maschio di giaguaro e un esemplare femmina di leopardo. La riproduzione avviene in cattività, sono infatti stati prodotti esemplari nello zoo di Chicago e allo zoo di Salisburgo. Invertendo gli esemplari maschio e femmina si ottiene il leguaro.

## Descrizione
Il giagupardo è un felino molto simile al leopardo, ma nella sua pelliccia sono presenti le famose rosette scure caratteristiche del giaguaro. Le dimensioni dell'animale sono intermedie tra quelle dei genitori con un peso di almeno 110 chilogrammi e 240 centimetri di lunghezza compresa la coda.

## Riproduzione
Il maschio è sterile, al contrario della femmina, che è capace di riprodurre. Si sono osservati casi in cui una femmina di giagupardo si è riprodotta con un leone maschio, dando origine al ligiagupardo. In altri casi un leopardo si è accoppiato con un giaguaro nero, dando origine a un esemplare con il pelame molto più scuro.